# Martin XB-16
Die Martin XB-16 mit der firmeninternen Bezeichnung Model 145 war ein Bomberprojekt in den 1930er-Jahren, das es den Vereinigten Staaten ermöglichen sollte, Ziele in großen Entfernungen zu bekämpfen.

## Geschichte
Die XB-16 wurde Mitte der 1930er Jahre entwickelt, um eine Anfrage des United States Army Air Corps (USAAC) nach einem schweren Bomber zu erfüllen, der 1100 kg Bomben 8000 km weit tragen sollte. Im Laufe des Entwurfsprozesses wurden verschiedene Modelle untersucht.
Das Modell 145 sollte vier Allison V-1710 flüssigkeitsgekühlte 12-Zylinder-V-Flugmotor verwenden, obwohl die amerikanische Motoren- und Flugzeugentwicklung damals stark auf die luftgekühlten Sternmotoren setzte.
Der erste Entwurf der XB-16 wurde parallel in einem Wettbewerb mit der Boeing XB-15 1934 entworfen.
Merkmale der frühen Entwürfe des Bombers war, dass die vier Triebwerke konventionell an den Tragflächen angeordnet wurden. Das Leitwerk wurde als Endscheibenleitwerk ausgeführt im Gegensatz zu den Konkurrenzmodellen. Beim späteren Entwurf von 1935 (Modell 145B) wurde dies in einen Doppelleitwerksträger geändert. Die Spannweite wurde dabei von 43 m auf 53 m erhöht und zwei zusätzliche V-1710-Triebwerke wurden in Pusher-Konfiguration an der Hinterkante der Motorgondeln hinzugefügt. Diese Version hatte eine um 20 % größere Spannweite als die B-29 Superfortress, der erste einsatzbereite Bomber, der Ziele in Entfernungen von mehr als 5000 Meilen erreichen konnte.
Der Entwurf wurde durch das United States Army Air Corps gekauft, allerdings später im Wesentlichen aus dem gleichen Grund wie das Boeing XB-15-Projekt eingestellt: Das Flugzeug war nicht schnell genug, um die Anforderungen der Armee zu erfüllen. Da beide ungefähr zur gleichen Zeit eingestellt wurden, hatte Martin keine Zeit, einen XB-16 zu produzieren.

## Versionen des Entwurfes
- Martin Model 145 – Entwurf eines konventionellen viermotorigen Bombers mit einem Normalleitwerk aus dem Juni 1934.
- Martin Model 145A – Entwurf eines konventionellen viermotorigen Bombers mit einem Endscheibenleitwerk, Ende 1934.
- Martin Model 145B – Vergrößerter Entwurf mit einem Doppelleitwerksträger und sechs Motoren, wobei zwei davon mit Druckpropeller ausgeführt wurden, 1935.

## Technische Daten
| Kenngröße             | XB-16 - Model 145A                             | XB-16A - Model 145B                             |
| --------------------- | ---------------------------------------------- | ----------------------------------------------- |
| Besatzung             | zehn                                           | zehn                                            |
| Länge                 | 25,6 m                                         | 34,8 m                                          |
| Spannweite            | 42,6 m                                         | 52,7 m                                          |
| Höhe                  | 6,0 m                                          |                                                 |
| Flügelfläche          | 241,5 m²                                       | 395,4 m²                                        |
| Flügelstreckung       | 7,5                                            | 7,0                                             |
| Leermasse             | 14.500 kg                                      | 22.900 kg                                       |
| max. Startmasse       | 29.500 kg                                      | 47.600 kg                                       |
| Antrieb               | vier Allison V-1710-3 mit je 1.000 PS (750 kW) | sechs Allison V-1710-3 mit je 1.000 PS (750 kW) |
| Höchstgeschwindigkeit | 381 km/h                                       | 411 km/h                                        |
| Marschgeschwindigkeit | 193 km/h                                       | 225 km/h                                        |
| Dienstgipfelhöhe      | 6.850 m                                        |                                                 |
| max. Reichweite       | 8.000 km                                       |                                                 |
| Reichweite            | 5.100 km bei 5.520 kg mitgeführter Bombenlast  | 5.300 km                                        |